# Share the Land
Share the Land je osmé studiové album kanadské rockové skupiny The Guess Who, vydané v roce 1970 u RCA Records. Jedná se o první album po odchodu Randyho Bachmana ze skupiny. Album produkoval Jack Richardson.

## Seznam skladeb
Všechny skladby napsal(i) Burton Cummings a Kurt Winter, pokud není uvedeno jinak. 
| Pořadí | Název                                           | Autor             | Délka |
| ------ | ----------------------------------------------- | ----------------- | ----- |
| 1.     | Bus Rider                                       |                   | 2:57  |
| 2.     | Do You Miss Me Darlin'?                         |                   | 3:55  |
| 3.     | Hand Me Down World                              |                   | 3:26  |
| 4.     | Moan For You Joe                                |                   | 2:39  |
| 5.     | Share the Land                                  |                   | 3:53  |
| 6.     | Hang on to Your Life                            |                   | 4:09  |
| 7.     | Coming Down Off the Money Bag / Song of the Dog | Leskiw / Cummings | 3:54  |
| 8.     | Three More Days                                 |                   | 8:55  |

## Sestava
- Burton Cummings – zpěv, varhany, piáno, klávesy, flétna, harmonika
- Kurt Winter – kytara
- Greg Leskiw – kytara
- Jim Kale – baskytara
- Garry Peterson – bicí